# وفاة إيرتون سينا
في 1 مايو 1994، توفي سائق سباقات الفورمولا ون البرازيلي إيرتون سينا بعد اصطدام سيارته بحاجز إسمنتي بينما كان يقود 1994 سان مارينو جراند بريكس في أوتودروم إنزو ودينو فيراري(إيمولا) في إيطاليا. في اليوم السابق، توفي السائق النمساوي رولاند راتزنبرجر عندما تحطمت سيارته في أثناء السباق التأهيلي. كانت حادثته مع سينا الأسوأ من بين العديد من الحوادث التي وقعت في نهاية الأسبوع (بما في ذلك حادث خطير شارك فيه روبنز باريكيلو) وكانت أول تصادمات قاتلة تحدث خلال اجتماع سباق الفورمولا ون في 12 عامًا (ولم تتكرر حتى تحطم جولز المميت بيانكي في سباق الجائزة الكبرى الياباني لعام 2014 في حلبة سوزوكا). أصبحت هذه نقطة تحول في أمان الفورمولا ون، ما دفع إلى تنفيذ تدابير أمان جديدة في كل من الفورمولا ون والحلبة، بالإضافة إلى إعادة تأسيس جمعية سائقي الجائزة الكبرى. قضت محكمة النقض العليا في إيطاليا بأن العطل الميكانيكي كان سبب التحطم، على الرغم من أن هذا كان محل خلاف.
تحطم سينا المميت بعد لحظة الاصطدام مباشرة في ركن تام بوريلو في حلبة إيمولا.
قالب:Ayrton Senna series

## خلفية
في عام 1994، ترك سينا فريقه ماكلارين لفترة طويلة، والذي انضم إليه في عام 1988 وفاز بثلاث بطولات عالمية للسائقين في أعوام 1988 و1990 و1991، لينضم إلى ويليامز، ليحل محل زميله السابق آلان بروست. هناك جرى إقرانه مع دامون هيل. كان من المتوقع أن يتنافس ويليامز على بطولة العالم للفورمولا ون كما حدث في الموسمين السابقين مع بروست ونيجل مانسيل، وإن كان ذلك مع السيارات التي لم تعد تحتوي على مساعدات إلكترونية، والتي حُظرت لموسم 1994.
في أول ظهور لفريقه الجديد خلال الاختبارات التقليدية للموسم الجديد في إستوريل، قال سينا عن ويليامز إف دبليو 16:
لدي شعور سلبي للغاية بشأن قيادة السيارة وقيادتها إلى أقصى الحدود وما إلى ذلك. لذلك لم يكن لدي جولة واحدة أو لفة واحدة شعرت فيها بالراحة أو الثقة بشكل معقول. أنا غير مرتاح في السيارة. كل شيء يبدو خطأ. لقد غيرنا المقعد والعجلة، ولكن مع ذلك كنت أطلب مساحة أكبر بالفعل. بالعودة إلى الوراء عندما تسابقنا في إستوريل في سبتمبر الماضي، شعرت أن الأمر أكثر صعوبة. يعود بعض ذلك إلى عدم وجود تغيير إلكتروني. كما أن السيارة لها خصائصها الخاصة التي لست واثقًا منها تمامًا بعد. ما يجعلك أكثر توتراً ويضغط عليك.
استمرت المشاكل مع بدء الموسم. كان لسينا أسوأ بداية على الإطلاق في موسم الفورمولا ون، حيث فشل في إنهاء أو تسجيل النقاط في أول سباقين (سباق الجائزة الكبرى البرازيلي والمحيط الهادئ)، على الرغم من حصوله على المركز الأول في كليهما. وكان مايكل شوماخر قائد فريق بينيتون هو قائد البطولة الذي دخل السباق الثالث في إيمولا، بينما تأخر سينا بفارق 20 نقطة.

## 1994 سان مارينو جراند بريكس
تعرض روبنز باريكيلو (في الصورة في سباق الجائزة الكبرى الفرنسي عام 1995) لتحطم سرعة عالية في فاريانت باسا تشيكاني. في يوم الجمعة قبل السباق، تسبب روبنز باريكيلو، ربيب سينا، بقيادة فريق جوردان، بتحطيم حافة الرصيف وتحطمه بشدة عند 225 كم / ساعة (140 ميلاً في الساعة) في فاريانت باسا تشيكاني. نزل سينا من سيارته ويليامز وذهب إلى مكان

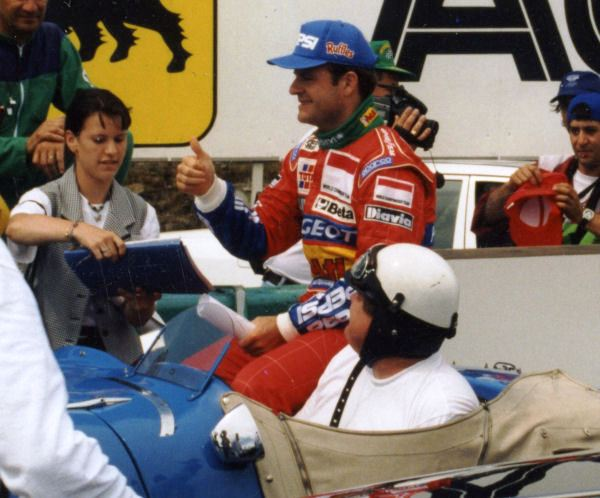
عانى روبنز باريكيلو (في الصورة في سباق الجائزة الكبرى الفرنسي عام 1995) من حادث تحطم عالي السرعة في فاريانت باسا تشيكاني

الاصطدام. أغلق لسان باريكيلو مجرى الهواء وأنقذت أعمال الطوارئ التي قام بها طبيب الاتحاد الدولي للسيارات سيد واتكينز حياته. استعاد باريكيلو وعيه ووجد سينا ينظر فوقه. بعد أن علم أن باريكيلو قد نجا، عاد سينا إلى سيارته وواصل تدريبه.
بعد انتهاء الجلسة، غادر سيارته وتوجه إلى منزل ويليامز للسيارات لحضور مقابلات تم ترتيبها مسبقًا للصحافة وطلب من الصحفيين الحاضرين الانتظار لمدة ساعة في أثناء فحصه لمشاكل السيارة مع المهندسة ديفيد براون. بعد المقابلات، واصل سينا عمله مع براون لمدة ساعتين أخريين. بمجرد عودته إلى فندقه في كاستل سان بيترو، ورد أن سينا اتصل هاتفياً بصديقته أدريان جاليستو وانهار في البكاء في أثناء سرد تحطم باريكيلو في وقت سابق من ذلك اليوم.
في صباح يوم السبت، حقق سينا أفضل وقت شخصي قدره دقيقة واحدة و22.03 ثانية وأخبر زميله ديمون هيل أن السيارة قد تحسنت. بعد تسريحه من المركز الطبي، أخبر باريكيلو سينا أنه عائد إلى إنجلترا لمشاهدة السباق على شاشة التلفزيون.
في فترة ما بعد الظهر، بدأت جلسة التصفيات الثانية وبعد 18 دقيقة من الجلسة، ضرب سائق سيماتيك رولاند راتزنبرجر الجدار الخرساني خارج منحنى زغبي بسرعة 314 كم / ساعة (195 ميلاً في الساعة)، كنتيجة للاشتباه في فشل الجناح الأمامي. بعد الاصطدام بحاجز خرساني، ارتدت السيارة واستقرت في منتصف ذلك الجزء من المسار. رأى سينا التصادم واندفع إلى حارة الانتظار ليدخل في سيارة مسار. عندما وصل، كان راتزنبرجر في سيارة الإسعاف، تفقد سينا سيارة سيماتيك

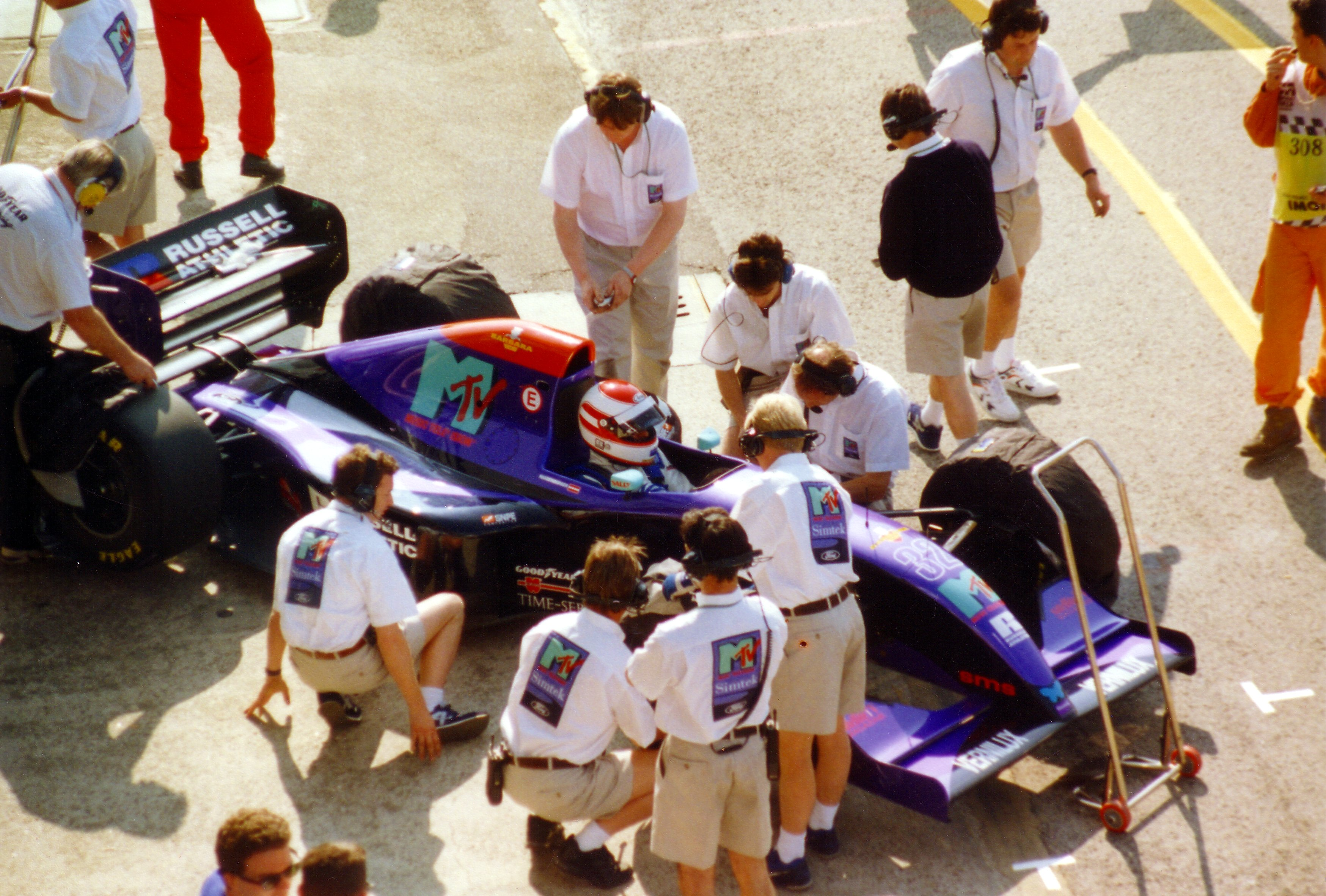
قُتل رولاند راتزنبرجر بعد اصطدامه بجدار خرساني في منحنى فيلنوف. الصورة من نفس اليوم في وقت سابق.

المتضررة. ثم التحق بالمركز الطبي التابع للدائرة حيث علم من جراح الأعصاب سيد واتكينز أن راتزنبرجر قد مات. عندما غادر الاثنان المركز معًا، أخبر واتكينز سينا أنه لم يكن مضطرًا للسباق مرة أخرى واقترح عليه الانسحاب من السباق والذهاب للصيد معه. رد سينا بإخبار واتكينز أنه لا يستطيع التوقف عن السباق ثم عاد إلى مرآب ويليامز، حيث استدعى باتريك هيد وفرانك ويليامز، وأخبرهم بالموقف وقرر الانسحاب لما تبقى من جلسة التصفيات.
وبحسب ما ورد، عاد سينا إلى منزله المتحرك حيث انهار بالبكاء وانهار على الأرض. أثار ذلك قلق ويليامز، الذي طلب من بيتيس أسومباساو، رئيس العلاقات العامة لسينا، ترتيب اجتماع لمناقشة حالة سينا العاطفية. قرر سينا عدم حضور المؤتمر الصحفي بعد التصفيات، ما دفع الاتحاد الدولي للسيارات للمناقشة لكنه قرر عدم اتخاذ إجراء تأديبي ضده. ومع ذلك، في اليوم التالي، اتصل مضيفا السباق بسينا خارج منزله المتنقل لمناقشة استيلائه على سيارة مسار لزيارة موقع تحطم راتزنبرجر. تلا ذلك خلاف ورحل سينا غاضبًا. قرر المضيفون عدم اتخاذ أي إجراء.
في صباح يوم الأحد، كان سينا الأسرع في جلسة الإحماء بنسبة تسعة أعشار من الثانية. بعد ذلك رأى آلان بروست منافس مكلارين السابق جالسًا على طاولة. تحدثوا معًا لمدة 30 دقيقة، مع إقناع من سينا لمساعدة آلان بروست لتحسين السلامة الرياضية، ووافق كلاهما على الاجتماع قبل سباق الجائزة الكبرى في موناكو.